# Lisa Kelly
Lisa Olivia Mary Sinéad Kelly, conhecida artisticamente por Lisa Kelly (em irlandês Laoise Ní Cheallaigh; Dublin, Irlanda, 7 de maio de 1977) é uma cantora de música clássica e celta irlandesa, e ex-integrante do grupo irlandês Celtic Woman. É casada com Scott Porter e tem 2 filhos, Cian e Jack, e uma filha chamada Ellie.
Lisa nasceu e cresceu em uma família musical e tanto seus pais quanto irmãs são cantores. Aos 7 anos de idade estreou na versão musical de Bugsy Malone. Influenciada por seus pais, estudou teatro (drama), piano e canto. Durante sua carreira ela atuou em diversos musicais nos papéis principais: como "Velma Kelly" em Chicago, "Florence" em Chess, "Laurie" em Oklahoma, "Maria" em West Side Story e "Sandy" em Grease.
Apresentou-se nos concertos "The Magic of Gershwin", "The music of Cole Porter" e "From Romberg to Rodgers" no National Concert Hall em Dublin. Ganhou vários prêmios nacionais pelo seu desempenho..
Em 2000 integrou o elenco de Riverdance como vocalista principal permanecendo nesta posição por 5 anos enquanto estava em turnê. Conheceu seu marido, dançarino do espetáculo, durante esta época.
Em 2002, Lisa gravou seu primeiro álbum solo na gravadora Celtic Collections, com o diretor David Downes. O lançamento do álbum de estreia, chamado LISA, ocorreu em 2003. Em 2004 foi convidada por David Downes para integrar Celtic Woman. Desde então o grupo já lançou 4 CDS/DVDS e fez várias turnês mundiais.
Em 2008, não participou da turnê americana do grupo Celtic Woman, devido à licença maternidade.
Em 2012/2013, ela saiu do grupo Celtic Woman.
Hoje em dia, Lisa Kelly dá aula de canto nos EUA em The Lisa Kelly Voice Academy.